# Гавиноси
Гавино́си — село в Україні, у Окнянській селищній громаді Подільського району Одеської області. Історично село було частиною Нестоїтської волості Балтського повіту Подільської губернії. Населення становить 788 осіб.

## Історія
Перші згадки про поселення, розташоване на крутих схилах долини річки Кульна, датуються серединою XVII століття. У той час це було польсько-турецьке прикордоння, де селилися втікачі від кріпацтва, дезертири, козаки, контрабандисти та інші вільні люди.

### Річ Посполита
Село було засноване в першій половині XVIII століття. В цей період активно велась колонізація краю польськими магнатами князями Любомирськими — їм належали землі в Брацлавському воєводстві від Кодими до Ягорлика, західним кордоном володінь була річка Дністер. До цих володінь і належало село.
Першими жителями села скоріш за все було польське та молдавське населення. Не можна також відкидати версію, що поляки вже прийшли в існуюче селище, яке було засноване молдавськими переселенцями. Будучи окраїною Брацлавського воєводства Речі Посполитої, в цих землях фактично була відсутня польська влада, землі були малозаселені через близькість кордону з Османською імперією.
Перша письмова згадка про село знаходиться в презенті князя Станіслава Любомирського за 1749 рік. В цій грамоті князь Любомирський звертається до єпископа Флоріана Гребницького з проханням «призначити в його спадкове село Гавоноси священика Афанасія Борща в якості настоятеля новозбудованої церкви Святого Воскресіння».
На карті «Carte de la partie septentrionale de lempire» 1774 року італійського картографа Giovanni Antonio Rizzi Zannoni зображено село Gawranow і схематично показано наявність церкви в селі.
У 1791 році ці землі були пожалувані польському поміщику Чеховському. В селі існує легенда про походження назви: одного разу шляхтич, побачивши величезну зграю ворон, сказав селянам польсько-українським суржиком: «Гави си носи», тобто «Ворони носяться». Ця фраза стала топонімом і поступово трансформувалась у назву «Гавиноси». Однак на старій карті-«триверстці» 1869 року село називається Гавеноська, а на карті 1876 року — Гавеносъ.
Філолог, професор Максим Володимирович Сергієвський, який відвідав село у 1930-х роках, припустив, що назва села могла походити від молдавського слова «gavanos» — горщик, миска. В Молдові існують села Gavana, Gavanul, в колишній Валахії було село Gavana.
1793 року в селі налічувалося 70 дворів – 186 чоловіків та 154 жінок. У цьому ж році відбувся другий поділ Польщі між європейськими державами. Володіння Любомирських перейшли у власність Російської імперії. Територія ця опинилася в складі Вознесенського намісництва. 1797 року Вознесенське намісництво було розформоване, а території намісництва було передано до нових адмінутворень – губерній. Село Гавиноси входить в склад Балтського повіту Подільської губернії. 18 березня 1799 року генерал-майору Пущину за заслуги у російсько-турецькій війні було пожаловано 500 селян в селах «Сорной, Гавиноьсах, Дигорах, Тисколунге и Окне».

### Період Російської імперії
В описі села за 1901 рік значиться, що в приході числиться прихожан обох статей 1400 душ православного сповідання. Крім того, в селі живе 5 сімейств євреїв. Головне заняття прихожан – землеробство.
У 1830-40 роках село знаходилося у володінні поміщика Стецького. З ліквідацією кріпосного права в Російській імперії у 1861 році, початком реформ в державі, село було прикріплено до новоутвореної Нестоїтської волості Балтського повіту.
На полі бою російсько-турецької війни 1877-1878 років загинув житель села Микита Карпович Безпалько.
В Гавиноському маєтку 1898 року налічувалося 4.926 десятин землі, в тому числі: присадибної – 17, орної – 2.713, лісу – 2.013, вигону – 53, неудобів – 130. Маєтком керував управляючий Панкрат Іванович Вуков.
1893 року в селі налічувалося 173 двори, де проживало 978 осіб. До повітового міста Балти – 40 верст, до волосного і земського центру села Нестоїти – 12 верст, найближча почтова і залізнична станція – станція Бірзула в 25 верстах.
В описі села за 1901 рік знаходимо наступну інформацію: «...село расположено на склонах горы. Вдоль села протекает небольшая речка, впадающая за селом в пруд. Местность, занимаемая Гавиносами лишена растительности. В самом селе садов нет, из деревьев с успехом разводится здесь в последнее время только акация. Почва – редкий чернозем. Климат – здоровый».
За історичними даними, землями села володіли:
- 1886-1914 — відставний лейтенант, миколаївській міський голова Іван Акимович Баптизманський
- 1913-1914 — Арсеній Васильович Войтенко
- 1913-1914 — Яків Васильович Войтенко
- 1913-1914 — Калінік Максимович Корческул
- 1830-40 роки — поміщик Стецький
- 1894 рік — колишній градоначальник міста Одеси Микола Новосельський

З початком Першої світової війни чимало жителів було відправлено на фронт. 22 серпня 1914 року єпископ Балтський Борис Шипулін відвідав приход села Гавиноси. 29 червня 1914 року згідно постанові пастирських зборів, в село було виділено 10 рублів родинам, в яких чоловіки пішли на фронт. 

### Радянський період
Радянська влада в селі була встановлена в січні 1918 р. Був створений революційний комітет, який став розподіляти землі колишніх землевласників. Але вже в березні 1918 року австрійські війська вступили в село, вигнавши більшовицький ревком. В роки Українського визвольного руху 1917-1921 років в селі відбулося заворушення проти радянської влади. У місті Балті 18 жовтня 1921 року відбувалася військова нарада «чрезвычайки» щодо антибільшовицького повстання на Балтщині. В протоколі вказано, що участь у повстанні брали такі села, як Чорна та Гавиноси.
З протоколу першого повітового наради ком'ячейок Балтського повіту 5 вересня 1920 р.: «...с. Гаваносы – 7 июля организовалась ячейка. Сначала называлась политячейкой, потом она была переименована в комячейку. Проводились «недели». В ячейке 12 членов и 1 сочуствующий. Президиум состоит из 3 человек. Общие собрания регулярно по субботам. Организовал ячейку тов. Миронюк. Открыта хата-читальня. Отсутствует всякая литература».
Жителі села Москул Дмитро, Кіріца Тимофій, Поляк Іон, Врадій Йосип організували комсомольський осередок в селі. З 1920 по 1929 рік вчителем в селі працював Бучковський Констянтин Андрійович, 1887 р. н.
1923 року був організований Чорно-Олексіївський район Балтської округи Одеської губернії, куди ввійшли Гавиноси з населенням у 1764 особи. У 1924 році село опинилося в складі Автономної Молдавської Соціалістичної Радянської Республіки.
1935 року було утворено Чорнянський район, в складі якого опинилися Гавиноси. Згідно з інформацією члена районного виконавчого комітету Чорнянського району Букарського від 15 березня 1935 року про хід колективізації в Молдавській АСРР, в Гавиносах залишилося 2 одноосібних господарства.

### Голодомор 1932-1933 років
1932-33 роки – один із найтрагічніших періодів історії українського селянства. Штучно створений Голодомор забрав мільйони безневинних жертв. На той час в селі діяли три колгоспи: ім. Сталіна, ім. Фрунзе та Молдова Рош. Керівництво колгоспів та сільрад всіляко намагалися виконати план по здачі зерна державі, вдаючись до насильницького вилучення його в селянства. В Гавиносах голова колгоспу ім. Сталіна Т. Кіріца став на сторону односельців, за що був засуджений.
Достоменно відомо про загибель 1 жителя села.

### В роки 2 Світової війни
З серпня 1941 року по 30 березня 1944 року село було окуповано німецько-румунськими військами. Визволено 30 березня 1944 року в результаті Умансько – Ботушанської наступальної операції (5 березня – 17 квітня 1944 року) 8-ою гвардійською танковою бригадою 20-го танкового корпусу 5-ї гвардійської танкової армії та 7-мою гвардійською мотострілецькою бригадою. 
1960 року біля Будинку культури на братській могилі 12 безіменних воїнів, що звільняли село, була встановлена скульптура воїна. 

### Незалежна Україна
12 червня 2020 року, відповідно до Розпорядження Кабінету Міністрів України від № 724-р «Про визначення адміністративних центрів та затвердження територій територіальних громад Одеської області», увійшло до складу Окнянської селищної громади. 
19 липня 2020 року, в результаті адміністративно-територіальної реформи і ліквідації Окнянського району, село увійшло до складу новоутвореного Подільського району. 

## Населення
Згідно з переписом УРСР 1989 року чисельність наявного населення села становила 879 осіб, з яких 372 чоловіки та 507 жінок.
За переписом населення України 2001 року в селі мешкало 785 осіб.

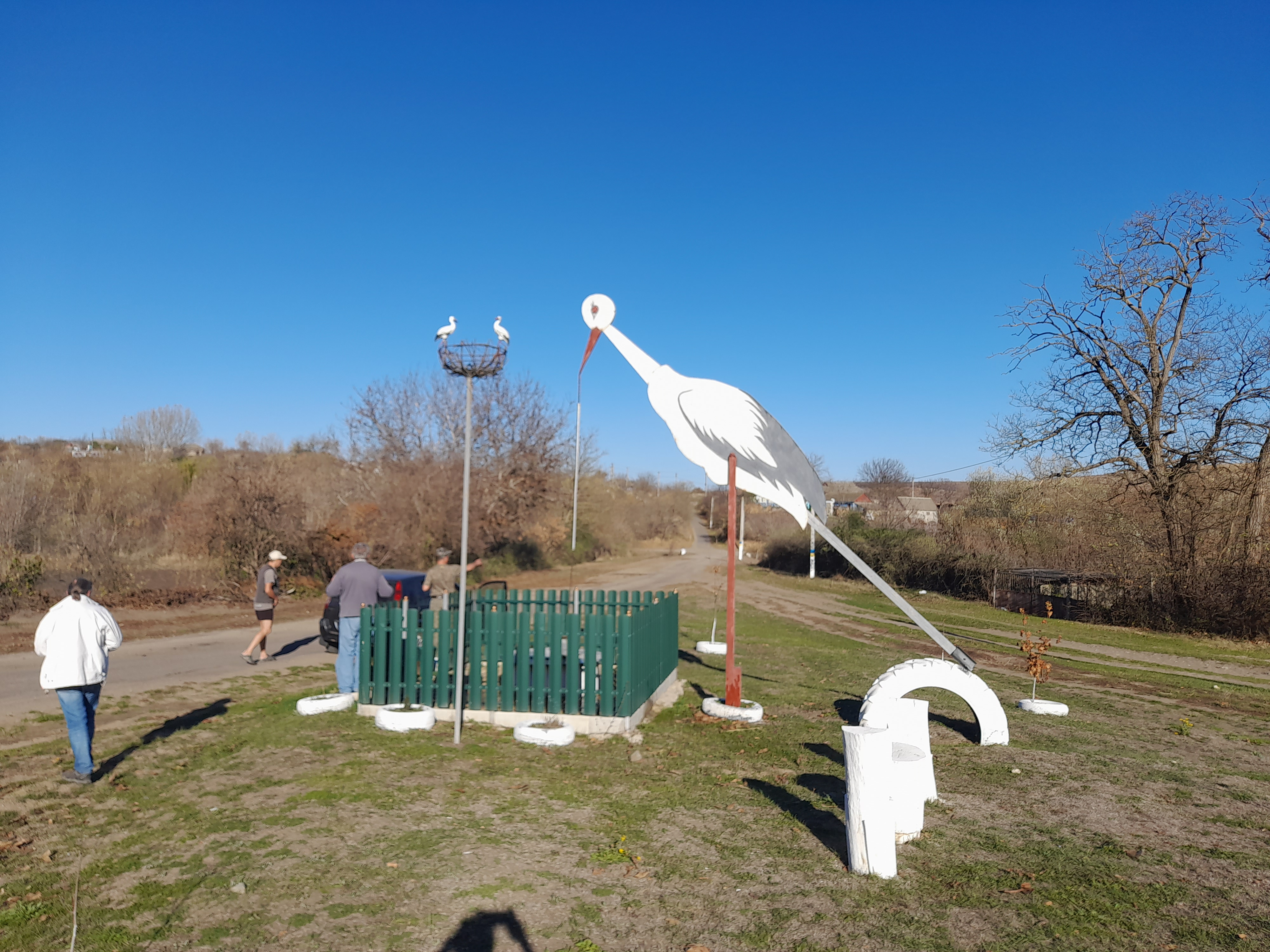
Криниця в селі

### Мова
Розподіл населення за рідною мовою за даними перепису 2001 року:
| Мова       | Відсоток |
| ---------- | -------- |
| українська | 77,79 %  |
| румунська  | 18,02 %  |
| російська  | 4,06 %   |
| болгарська | 0,13 %   |

## Церкви
У селі в різні часи діяли:
Воскресенська церква (заснована 1749 року)
- 1749 — священник Афанасій Борщ

Миколаївська церква
- 1777-1799 — священник Данило Борщ
- 1872 — священник Василь Вацкевич
- 1895 — священник Федір Подруцький
- 1900 — священник Олексій Будковський
- 1900 — псаломщик Єпіфаній Веселовський

До приходу Миколаївської церкви належало село Дігори. Церква була збудована 1830 року при допомозі управляючого маєтком Стецького-Мушубінського на місці зруйнованої церкви Покрови Пресвятої Богородиці.
В 1887 році для церкви купили новий іконостас, вартістю 1100 рублів. 1894 року провели капітальний ремонт сільської церкви на суму 1200 рублів, прибудували сторожку. Церковної землі налічувалося: присадибної – 3 десятини; орної – 65 десятин.
Остання церква була знищена за радянських часів. Нині мешканці села відвідують богослужіння в сусідніх селах.

## Освіта та культура
В Гавиносах з 1885 року почала працювати церковно-приходська школа, де вчитель отримував 30 рублів, в школі навчалося 32 хлопця, дівчата школу не відвідували.
З остаточним встановленням радянської влади, в селі було розгорнуто антирелігійну кампанію, зачинили церкву, цінності з неї було вилучено. В селі відкрили хату-читальню.
1967 року в селі було організовано дитячий садочок. Виховательками працювали Любов Крецул та Віра Парфентьєва, фельдшером – Марія Леонтіївна Кожухар, завідуючою дитсадка – Г. Кіріца. Всього колектив дитсадка налічував тоді 9 осіб.
Для задоволення допрофесійних і професійних запитів учнів в селі діє Гавиноський навчально-виховний комплекс (загальноосвітня школа І-ІІ ступенів – заклад дошкільної освіти).